# Claudio Morici
Claudio Morici (Roma, 2 marzo 1972) è uno scrittore e attore italiano.

## Biografia
Dopo la laurea in psicologia all'Università di Roma "La Sapienza", pubblica la sua tesi sui sogni lucidi in un'antologia edita dalle edizioni Punto d'Incontro (1997) e lavora in varie comunità terapeutiche a contatto con pazienti affetti da psicosi. Questa esperienza nel mondo della follia, ispira il suo primo romanzo, “Matti Slegati” (Stampa Alternativa - 2003), che ha come protagonista un infermiere psichiatrico che lavora in una comunità terapeutica alle porte di Roma.
Nel 1999, in piena new economy, inizia la sua esperienza da creativo e copywriter per il web. Pochi anni dopo, insieme a Simone e Stefano Buonamico, fonda Gordo.it, che nasce come sito d'arte indipendente e poi si evolve in una factory di web cartoon realizzati per Medici senza Frontiere, Save the Children, Greenpeace, Unicredit Banca e molti altri. Nel 2003, un cartoon scritto per Gordo si aggiudica il festival di Annecy, sezione web.
Nel 2007 esce “Actarus, la vera storia di un pilota di robot”, romanzo drammatico-demenziale su Goldrake e il mondo del lavoro in Italia. Ambientato a Tokio nel 2076 ha come protagonista, Actarus, un pilota di robot di fama internazionale, incredibilmente annoiato dalla routine lavorativa .
Dal 2008 al 2012 vive viaggiando, alternando periodi stanziali a Città del Messico, Granada, Londra e Berlino, e racconta la sua esperienza in piccoli reportage e attraverso un esperimento di Net art lanciato da Repubblica.it.
Durante i suoi viaggi scrive  “La terra vista dalla Luna” (Bompiani, 2009) e “L'uomo d'argento” (E/O, 2012).
Nel 2013 tornato a Roma, pubblica “Confessioni di uno spammer” (E/O) e comincia a leggere i suoi testi dal vivo nei locali, spazi istituzionali e luoghi occupati. Pian piano prendono forma i suoi reading, che diventano spettacoli teatrali. È uno dei fondatori di Sgombro, il varietà del nuovo cinema Palazzo che unisce una nuova generazione di performer romani.
Nel 2014 debutta al Teatro Biblioteca Quarticciolo di Roma con il reading “La prima volta che non ti ho amato”, al quale fanno seguito “Francesca Sana Subito”, “L'ultima volta che mi sono suicidato”, “Lui e Leila” (scritto insieme a Daniele Parisi). Nel 2018 esordisce al Teatro Vascello “46 tentativi di lettera a mio figlio”, lo spettacolo viene selezionato per partecipare al Festival di Todi OFF, ed è finalista di IN-BOX 2019. 
Accanto alla carriera di attore e performer continua a scrivere racconti e reportage, pubblicati da Il Venerdì di Repubblica, Internazionale, MinimaetMoralia, Corriere della Sera.
Nel 2019 mette in scena il libro inchiesta “Il grande Carrello” scritto da Fabio Ciconte e Stefano Liberti e debutta al Festival di Ferrara della rivista Internazionale. 
Nel marzo 2020 partecipa con un monologo comico alla finale in diretta di Italia’s Got Talent, a porte chiuse, davanti ai 2.500 posti vuoti dello studio 5 di Cinecittà. Durante il lockdown, inizia a postare sui social video satirici sulla pandemia che diventano un fenomeno virale e vengono rilanciati da Repubblica.it, Rainews24, Radio3. 
Nel 2021 i suoi video sono ospitati spesso da Propaganda Live e parte la collaborazione con PlayBooks il programma sui libri di RaiPlay. 
Nel 2022 porta in scena "Alexo", un dialogo tra lui e un assistente vocale tarocco comprato a Tor Pignattara. Nel 2024, sempre prodotto dal Teatro Metastasio di Prato, debutta "La Malattia dell'Ostrica. Perle di scrittori pazzi che ti cambiano la vita". Un racconto sul disagio mentale dietro ai grandi capolavori della letteratura. Che diventa anche un libro e un podcast prodotto da Fandango e Teatro Metastasio. 
Un estratto viene ospitato dal programma Splendida Cornice su RAI3.

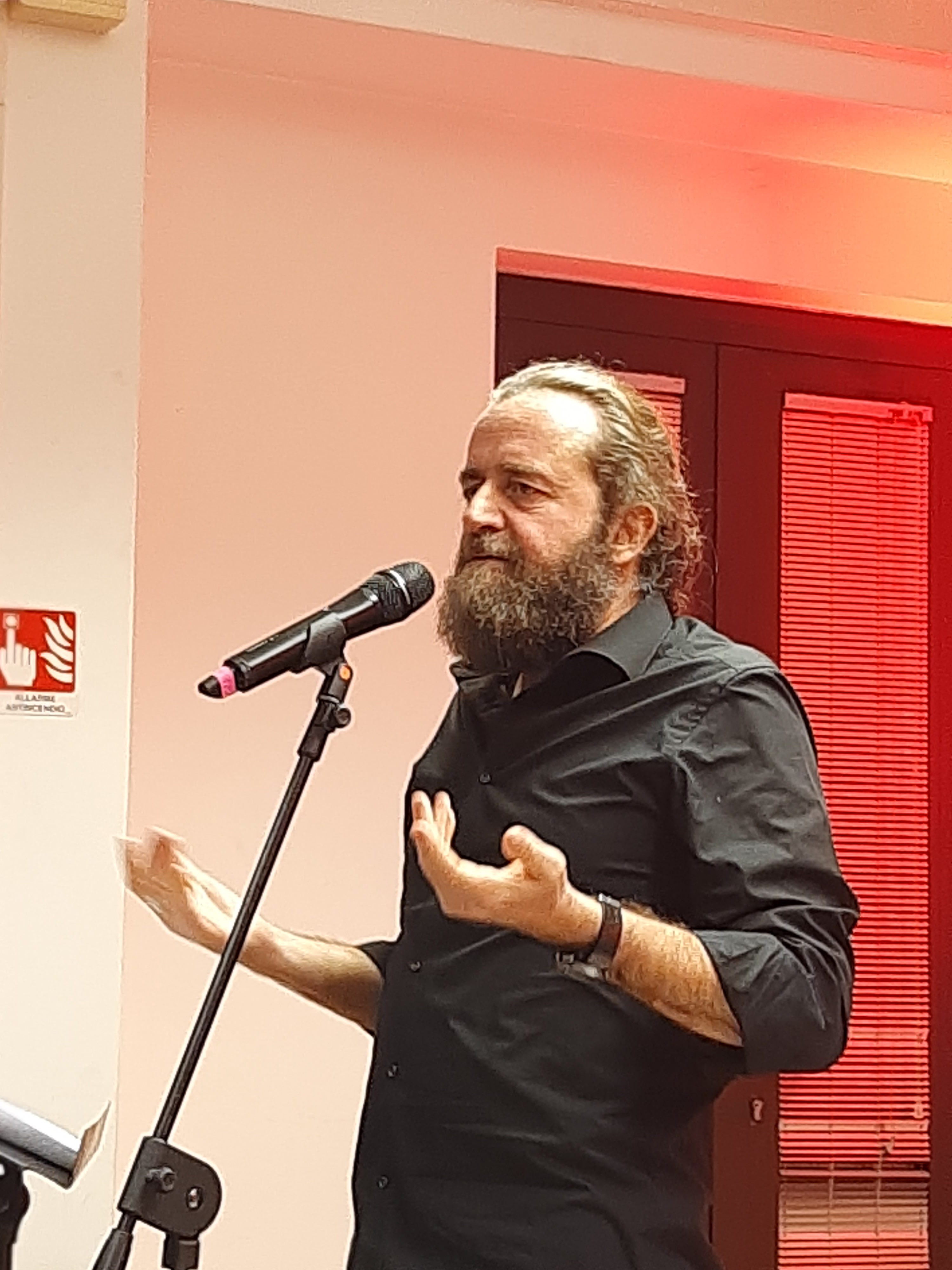
Claudio Morici dicembre 2024 alla biblioteca Goffredo Mameli di Roma durante il "Festival dell'ascolto"

## Romanzi
- Matti Slegati, Roma, Stampa Alternativa, 2003.
- Actarus, la vera storia di un pilota di robot, Roma, Meridiano Zero, 2007.
- La terra vista dalla Luna, Roma, Bompiani, 2009.
- L’uomo d’argento, Roma, E/O, 2012.
- Confessioni di uno spammer, Roma, E/O, 2015.
- La malattia dell’ostrica, Roma, Fandango Libri, 2024.

## Reading e spettacoli
- Racconti da camera, 2012.
- Il reading con le canzoni dentro con Ivan Talarico, 2013.
- La prima volta che non ti ho amato con musiche di Ivan Talarico, 2014.
- Doppio reading mortale con canzoni incrociate con Ivan Talarico, 2014.
- Francesca Sana Subito con musiche di Ivan Talarico, 2015.
- L'ultima volta che mi sono suicidato, 2016.
- Lui e Leila (scritto insieme a Daniele Parisi), 2017
- A Biancaneve piace Spiderman e Batman si arrabbia con Marco Ceccotti, 2017.
- 46 tentativi di lettera a mio figlio, 2018.
- Il Grande Carrello, 2019
- Alexo, 2022
- La malattia dell'Ostrica, 2024